# Milano-Sanremo 2019
Milano-Sanremo 2019 var den 110. udgave af cykelløbet Milano-Sanremo. Det var det ottende arrangement på UCI's World Tour-kalender i 2019 og blev arrangeret 23. marts 2019. Julian Alaphilippe vandt foran Oliver Naesen og Michał Kwiatkowski.

## Hold og ryttere
| UCI WorldTeams (18)- AG2R La Mondiale - Astana - Bahrain-Merida - Bora-hansgrohe - CCC Team - Deceuninck-Quick Step - Dimension Data - EF Education First - Groupama-FDJ - Team Jumbo-Visma - Katusha-Alpecin - Lotto Soudal - Mitchelton-Scott - Movistar Team - Sky - Team Sunweb - Trek-Segafredo - UAE Team Emirates UCI Professionelle kontinentalthold (7)- Androni Giocattoli-Sidermec - Bardiani CSF - Cofidis, Solutions Crédits - Direct Énergie - Israel Cycling Academy - Neri Sottoli-Selle Italia-KTM - Team Novo Nordisk |
| |

### Danske ryttere
- Magnus Cort kørte for Astana Pro Team
- Jonas Gregaard kørte for Astana Pro Team
- Christopher Juul-Jensen kørte for Mitchelton-Scott
- Mads Würtz Schmidt kørte for Team Katusha-Alpecin
- Søren Kragh Andersen kørte for Team Sunweb
- Casper Pedersen kørte for Team Sunweb

## Resultater
| \| Samlede stilling \| Samlede stilling \| Samlede stilling \| Samlede stilling \| Samlede stilling \| \| Rytter \| Rytter \| Hold \| Tid \| \| \| ---------------- \| ------------------ \| --------------------- \| ---------------- \| ---------------- \| \| 1. \| Julian Alaphilippe \| Deceuninck-Quick Step \| 6t 40' 14" \| \| \| 2. \| Oliver Naesen \| AG2R La Mondiale \| + 0" \| \| \| 3. \| Michał Kwiatkowski \| Team Sky \| + 0" \| \| \| 4. \| Peter Sagan \| Bora-Hansgrohe \| + 0" \| \| \| 5. \| Matej Mohorič \| Bahrain-Merida \| + 0" \| \| \| 6. \| Wout van Aert \| Team Jumbo-Visma \| + 0" \| \| \| 7. \| Alejandro Valverde \| Movistar Team \| + 0" \| \| \| 8. \| Vincenzo Nibali \| Bahrain-Merida \| + 0" \| \| \| 9. \| Simon Clarke \| EF Education First \| + 0" \| \| \| 10. \| Matteo Trentin \| Mitchelton-Scott \| + 0" \| \| \| 11. \| Tom Dumoulin \| Team Sunweb \| + 3" \| \| \| 12. \| Michael Matthews \| Team Sunweb \| + 8" \| \| \| 13. \| Daniel Oss \| Bora-Hansgrohe \| + 24" \| \| \| 14. \| Alexander Kristoff \| UAE Team Emirates \| + 27" \| \| \| 15. \| Magnus Cort \| Astana \| + 27" \| \| \| 16. \| Fernando Gaviria \| UAE Team Emirates \| + 27" \| \| \| 17. \| Marco Haller \| Katusha-Alpecin \| + 27" \| \| \| 18. \| Mike Teunissen \| Team Jumbo-Visma \| + 27" \| \| \| 19. \| Davide Ballerini \| Astana \| + 27" \| \| \| 20. \| Giacomo Nizzolo \| Dimension Data \| + 27" \| \| |                    |                       |            |
| |                    |                       |            |
| Kilde: ProCyclingStats |                    |                       |            |
| Samlede stilling |                    |                       |            |
| Rytter | Rytter             | Hold                  | Tid        |
| 1. | Julian Alaphilippe | Deceuninck-Quick Step | 6t 40' 14" |
| 2. | Oliver Naesen      | AG2R La Mondiale      | + 0"       |
| 3. | Michał Kwiatkowski | Team Sky              | + 0"       |
| 4. | Peter Sagan        | Bora-Hansgrohe        | + 0"       |
| 5. | Matej Mohorič      | Bahrain-Merida        | + 0"       |
| 6. | Wout van Aert      | Team Jumbo-Visma      | + 0"       |
| 7. | Alejandro Valverde | Movistar Team         | + 0"       |
| 8. | Vincenzo Nibali    | Bahrain-Merida        | + 0"       |
| 9. | Simon Clarke       | EF Education First    | + 0"       |
| 10. | Matteo Trentin     | Mitchelton-Scott      | + 0"       |
| 11. | Tom Dumoulin       | Team Sunweb           | + 3"       |
| 12. | Michael Matthews   | Team Sunweb           | + 8"       |
| 13. | Daniel Oss         | Bora-Hansgrohe        | + 24"      |
| 14. | Alexander Kristoff | UAE Team Emirates     | + 27"      |
| 15. | Magnus Cort        | Astana                | + 27"      |
| 16. | Fernando Gaviria   | UAE Team Emirates     | + 27"      |
| 17. | Marco Haller       | Katusha-Alpecin       | + 27"      |
| 18. | Mike Teunissen     | Team Jumbo-Visma      | + 27"      |
| 19. | Davide Ballerini   | Astana                | + 27"      |
| 20. | Giacomo Nizzolo    | Dimension Data        | + 27"      |

## Startliste
| Bahrain-Merida TBM | Bahrain-Merida TBM             | Bahrain-Merida TBM |
| ------------------ | ------------------------------ | ------------------ |
| Nr.                | Rytter                         | Placering          |
| 1                  | Vincenzo Nibali (ITA)          | 8.                 |
| 2                  | Sonny Colbrelli (ITA)          | 43.                |
| 3                  | Heinrich Haussler (AUS)        | 106.               |
| 4                  | Kristjan Koren (SLO)           | 107.               |
| 5                  | Matej Mohorič (SLO) (landevej) | 5.                 |
| 6                  | Marcel Sieberg (GER)           | 116.               |
| 7                  | Dylan Teuns (BEL)              | DNF                |

| AG2R La Mondiale ALM | AG2R La Mondiale ALM    | AG2R La Mondiale ALM |
| -------------------- | ----------------------- | -------------------- |
| Nr.                  | Rytter                  | Placering            |
| 11                   | Romain Bardet (FRA)     | 50.                  |
| 12                   | Julien Duval (FRA)      | 151.                 |
| 13                   | Dorian Godon (FRA)      | 92.                  |
| 14                   | Oliver Naesen (BEL)     | 2.                   |
| 15                   | Nans Peters (FRA)       | 129.                 |
| 16                   | Clément Venturini (FRA) | 24.                  |
| 17                   | Larry Warbasse (USA)    | 70.                  |

| Androni Giocattoli-Sidermec ANS | Androni Giocattoli-Sidermec ANS | Androni Giocattoli-Sidermec ANS |
| ------------------------------- | ------------------------------- | ------------------------------- |
| Nr.                             | Rytter                          | Placering                       |
| 21                              | Manuel Belletti (ITA)           | 85.                             |
| 22                              | Matteo Busato (ITA)             | 80.                             |
| 23                              | Mattia Cattaneo (ITA)           | 101.                            |
| 24                              | Marco Frapporti (ITA)           | 125.                            |
| 25                              | Francesco Gavazzi (ITA)         | 96.                             |
| 26                              | Fausto Masnada (ITA)            | 126.                            |
| 27                              | Matteo Montaguti (ITA)          | 33.                             |

| Astana AST | Astana AST              | Astana AST |
| ---------- | ----------------------- | ---------- |
| Nr.        | Rytter                  | Placering  |
| 31         | Magnus Cort (DEN)       | 15.        |
| 32         | Davide Ballerini (ITA)  | 19.        |
| 33         | Manuele Boaro (ITA)     | 97.        |
| 34         | Dario Cataldo (ITA)     | 47.        |
| 35         | Laurens De Vreese (BEL) | 60.        |
| 36         | Jevgenij Giditj (KAZ)   | 88.        |
| 37         | Jonas Gregaard (DEN)    | 98.        |

| Bardiani CSF BRD | Bardiani CSF BRD         | Bardiani CSF BRD |
| ---------------- | ------------------------ | ---------------- |
| Nr.              | Rytter                   | Placering        |
| 41               | Vincenzo Albanese (ITA)  | DNF              |
| 42               | Giovanni Carboni (ITA)   | 90.              |
| 43               | Mirco Maestri (ITA)      | 142.             |
| 44               | Umberto Orsini (ITA)     | 143.             |
| 45               | Alessandro Pessot (ITA)  | 167.             |
| 46               | Lorenzo Rota (ITA)       | DNF              |
| 47               | Alessandro Tonelli (ITA) | 158.             |

| Bora-Hansgrohe BOH | Bora-Hansgrohe BOH           | Bora-Hansgrohe BOH |
| ------------------ | ---------------------------- | ------------------ |
| Nr.                | Rytter                       | Placering          |
| 51                 | Peter Sagan (SVK) (landevej) | 4.                 |
| 52                 | Sam Bennett (IRL)            | 28.                |
| 53                 | Maciej Bodnar (POL)          | DNF                |
| 54                 | Marcus Burghardt (GER)       | 64.                |
| 55                 | Jempy Drucker (LUX)          | 30.                |
| 56                 | Oscar Gatto (ITA)            | 104.               |
| 57                 | Daniel Oss (ITA)             | 13.                |

| CCC Team CPT | CCC Team CPT                   | CCC Team CPT |
| ------------ | ------------------------------ | ------------ |
| Nr.          | Rytter                         | Placering    |
| 61           | Greg Van Avermaet (BEL)        | 42.          |
| 62           | Alessandro De Marchi (ITA)     | 58.          |
| 63           | Michael Schär (SUI)            | 111.         |
| 64           | Gijs Van Hoecke (BEL)          | 99.          |
| 65           | Nathan Van Hooydonck (BEL)     | DNF          |
| 66           | Guillaume Van Keirsbulck (BEL) | 124.         |
| 67           | Łukasz Wiśniowski (POL)        | 86.          |

| Cofidis, Solutions Crédits COF | Cofidis, Solutions Crédits COF | Cofidis, Solutions Crédits COF |
| ------------------------------ | ------------------------------ | ------------------------------ |
| Nr.                            | Rytter                         | Placering                      |
| 71                             | Christophe Laporte (FRA)       | 61.                            |
| 72                             | Nacer Bouhanni (FRA)           | 62.                            |
| 73                             | Julien Simon (FRA)             | 23.                            |
| 74                             | Cyril Lemoine (FRA)            | 75.                            |
| 75                             | Kenneth Vanbilsen (BEL)        | 155.                           |
| 76                             | Bert Van Lerberghe (BEL)       | 153.                           |
| 77                             | Zico Waeytens (BEL)            | 123.                           |

| Deceuninck-Quick Step DQT | Deceuninck-Quick Step DQT      | Deceuninck-Quick Step DQT |
| ------------------------- | ------------------------------ | ------------------------- |
| Nr.                       | Rytter                         | Placering                 |
| 81                        | Julian Alaphilippe (FRA)       | 1.                        |
| 82                        | Tim Declercq (BEL)             | 152.                      |
| 83                        | Philippe Gilbert (BEL)         | 68.                       |
| 84                        | Yves Lampaert (BEL) (landevej) | 66.                       |
| 85                        | Maximiliano Richeze (ARG)      | 102.                      |
| 86                        | Zdeněk Štybar (CZE)            | 67.                       |
| 87                        | Elia Viviani (ITA) (landevej)  | 65.                       |

| Direct Énergie TDE | Direct Énergie TDE      | Direct Énergie TDE |
| ------------------ | ----------------------- | ------------------ |
| Nr.                | Rytter                  | Placering          |
| 91                 | Niki Terpstra (NED)     | 56.                |
| 92                 | Niccolò Bonifazio (ITA) | 131.               |
| 93                 | Lilian Calmejane (FRA)  | 38.                |
| 94                 | Jérôme Cousin (FRA)     | 130.               |
| 95                 | Fabien Grellier (FRA)   | 159.               |
| 96                 | Paul Ourselin (FRA)     | 156.               |
| 97                 | Anthony Turgis (FRA)    | 41.                |

| EF Education First EF1 | EF Education First EF1    | EF Education First EF1 |
| ---------------------- | ------------------------- | ---------------------- |
| Nr.                    | Rytter                    | Placering              |
| 101                    | Simon Clarke (AUS)        | 9.                     |
| 102                    | Julius van den Berg (NED) | 118.                   |
| 103                    | Alberto Bettiol (ITA)     | 36.                    |
| 104                    | Lawson Craddock (USA)     | 44.                    |
| 105                    | Sebastian Langeveld (NED) | 105.                   |
| 106                    | Daniel McLay (GBR)        | 160.                   |
| 107                    | Sacha Modolo (ITA)        | 81.                    |

| Groupama-FDJ GFC | Groupama-FDJ GFC              | Groupama-FDJ GFC |
| ---------------- | ----------------------------- | ---------------- |
| Nr.              | Rytter                        | Placering        |
| 111              | Arnaud Démare (FRA)           | 32.              |
| 112              | Jacopo Guarnieri (ITA)        | 55.              |
| 113              | Ignatas Konovalovas (LTU)     | 122.             |
| 114              | Stefan Küng (SUI)             | 59.              |
| 115              | Matthieu Ladagnous (FRA)      | 121.             |
| 116              | Olivier Le Gac (FRA)          | 148.             |
| 117              | Anthony Roux (FRA) (landevej) | 89.              |

| Israel Cycling Academy ICA | Israel Cycling Academy ICA       | Israel Cycling Academy ICA |
| -------------------------- | -------------------------------- | -------------------------- |
| Nr.                        | Rytter                           | Placering                  |
| 121                        | Krists Neilands (LAT) (landevej) | 35.                        |
| 122                        | Matthias Brändle (AUT)           | 133.                       |
| 123                        | Davide Cimolai (ITA)             | 22.                        |
| 124                        | Conor Dunne (IRL) (landevej)     | 135.                       |
| 125                        | Guy Sagiv (ISR)                  | 136.                       |
| 126                        | Kristian Sbaragli (ITA)          | 69.                        |
| 127                        | Tom Van Asbroeck (BEL)           | 71.                        |

| Lotto-Soudal LTS | Lotto-Soudal LTS         | Lotto-Soudal LTS |
| ---------------- | ------------------------ | ---------------- |
| Nr.              | Rytter                   | Placering        |
| 131              | Caleb Ewan (AUS)         | 29.              |
| 132              | Adam Hansen (AUS)        | 168.             |
| 133              | Jens Keukeleire (BEL)    | 53.              |
| 134              | Roger Kluge (GER)        | 117.             |
| 135              | Nikolas Maes (BEL)       | 108.             |
| 136              | Tomasz Marczyński (POL)  | 94.              |
| 137              | Tosh Van der Sande (BEL) | 100.             |

| Mitchelton-Scott MTS | Mitchelton-Scott MTS            | Mitchelton-Scott MTS |
| -------------------- | ------------------------------- | -------------------- |
| Nr.                  | Rytter                          | Placering            |
| 141                  | Matteo Trentin (ITA) (landevej) | 10.                  |
| 142                  | Edoardo Affini (ITA)            | 164.                 |
| 143                  | Michael Hepburn (AUS)           | 166.                 |
| 144                  | Daryl Impey (RSA)               | 119.                 |
| 145                  | Christopher Juul-Jensen (DEN)   | 113.                 |
| 146                  | Luka Mezgec (SLO)               | 25.                  |
| 147                  | Robert Stannard (AUS)           | 120.                 |

| Movistar Team MOV | Movistar Team MOV                   | Movistar Team MOV |
| ----------------- | ----------------------------------- | ----------------- |
| Nr.               | Rytter                              | Placering         |
| 151               | Alejandro Valverde (ESP) (landevej) | 7.                |
| 152               | Carlos Barbero (ESP)                | 63.               |
| 153               | Daniele Bennati (ITA)               | 144.              |
| 154               | Carlos Betancur (COL)               | 91.               |
| 155               | Mikel Landa (ESP)                   | 147.              |
| 156               | Lluís Mas (ESP)                     | 93.               |
| 157               | Jürgen Roelandts (BEL)              | 149.              |

| Neri Sottoli-Selle Italia-KTM NSK | Neri Sottoli-Selle Italia-KTM NSK | Neri Sottoli-Selle Italia-KTM NSK |
| --------------------------------- | --------------------------------- | --------------------------------- |
| Nr.                               | Rytter                            | Placering                         |
| 161                               | Giovanni Visconti (ITA)           | 162.                              |
| 162                               | Liam Bertazzo (ITA)               | DNF                               |
| 163                               | Umberto Marengo (ITA)             | 77.                               |
| 164                               | Luca Pacioni (ITA)                | 127.                              |
| 165                               | Luca Raggio (ITA)                 | 163.                              |
| 166                               | Sebastian Schönberger (AUT)       | 137.                              |
| 167                               | Simone Velasco (ITA)              | 31.                               |

| Dimension Data TDD | Dimension Data TDD                | Dimension Data TDD |
| ------------------ | --------------------------------- | ------------------ |
| Nr.                | Rytter                            | Placering          |
| 171                | Roman Kreuziger (CZE)             | 40.                |
| 172                | Steve Cummings (GBR)              | 57.                |
| 173                | Bernhard Eisel (AUT)              | 128.               |
| 174                | Enrico Gasparotto (ITA)           | 49.                |
| 175                | Reinardt Janse van Rensburg (RSA) | 26.                |
| 176                | Giacomo Nizzolo (ITA)             | 20.                |
| 177                | Tom-Jelte Slagter (NED)           | 51.                |

| Team Jumbo-Visma TJV | Team Jumbo-Visma TJV        | Team Jumbo-Visma TJV |
| -------------------- | --------------------------- | -------------------- |
| Nr.                  | Rytter                      | Placering            |
| 181                  | Dylan Groenewegen (NED)     | 78.                  |
| 182                  | Amund Grøndahl Jansen (NOR) | 21.                  |
| 183                  | Taco van der Hoorn (NED)    | 87.                  |
| 184                  | Mike Teunissen (NED)        | 18.                  |
| 185                  | Wout van Aert (BEL)         | 6.                   |
| 186                  | Jos van Emden (NED)         | 39.                  |
| 187                  | Danny van Poppel (NED)      | 95.                  |

| Katusha-Alpecin TKA | Katusha-Alpecin TKA        | Katusha-Alpecin TKA |
| ------------------- | -------------------------- | ------------------- |
| Nr.                 | Rytter                     | Placering           |
| 191                 | Enrico Battaglin (ITA)     | 37.                 |
| 192                 | José Gonçalves (POR)       | 76.                 |
| 193                 | Marco Haller (AUT)         | 17.                 |
| 194                 | Reto Hollenstein (SUI)     | 109.                |
| 195                 | Vjatjeslav Kuznetsov (RUS) | 74.                 |
| 196                 | Nils Politt (GER)          | 27.                 |
| 197                 | Mads Würtz Schmidt (DEN)   | 132.                |

| Team Novo Nordisk TNN | Team Novo Nordisk TNN | Team Novo Nordisk TNN |
| --------------------- | --------------------- | --------------------- |
| Nr.                   | Rytter                | Placering             |
| 201                   | Sam Brand (GBR)       | 157.                  |
| 202                   | Joonas Henttala (FIN) | 139.                  |
| 203                   | Péter Kusztor (HUN)   | 141.                  |
| 204                   | David Lozano (ESP)    | 138.                  |
| 205                   | Andrea Peron (ITA)    | 161.                  |
| 206                   | Charles Planet (FRA)  | 140.                  |
| 207                   | Umberto Poli (ITA)    | 165.                  |

| Team Sky SKY | Team Sky SKY                        | Team Sky SKY |
| ------------ | ----------------------------------- | ------------ |
| Nr.          | Rytter                              | Placering    |
| 211          | Michał Kwiatkowski (POL) (landevej) | 3.           |
| 212          | Owain Doull (GBR)                   | 115.         |
| 213          | Filippo Ganna (ITA)                 | 114.         |
| 214          | Tao Geoghegan Hart (GBR)            | 45.          |
| 215          | Michał Gołaś (POL)                  | 145.         |
| 216          | Salvatore Puccio (ITA)              | 112.         |
| 217          | Luke Rowe (GBR)                     | 103.         |

| Team Sunweb SUN | Team Sunweb SUN            | Team Sunweb SUN |
| --------------- | -------------------------- | --------------- |
| Nr.             | Rytter                     | Placering       |
| 221             | Michael Matthews (AUS)     | 12.             |
| 222             | Roy Curvers (NED)          | 134.            |
| 223             | Tom Dumoulin (NED)         | 11.             |
| 224             | Marc Hirschi (SUI)         | 48.             |
| 225             | Søren Kragh Andersen (DEN) | 52.             |
| 226             | Nicolas Roche (IRL)        | 46.             |
| 227             | Casper Pedersen (DEN)      | DNF             |

| Trek-Segafredo TFS | Trek-Segafredo TFS       | Trek-Segafredo TFS |
| ------------------ | ------------------------ | ------------------ |
| Nr.                | Rytter                   | Placering          |
| 231                | Edward Theuns (BEL)      | 82.                |
| 232                | Gianluca Brambilla (ITA) | 34.                |
| 233                | Koen de Kort (NED)       | 110.               |
| 234                | Markel Irízar (ESP)      | 146.               |
| 235                | Toms Skujiņš (LAT)       | 83.                |
| 236                | Jasper Stuyven (BEL)     | 79.                |
| 237                | John Degenkolb (GER)     | 84.                |

| UAE Team Emirates UAD | UAE Team Emirates UAD    | UAE Team Emirates UAD |
| --------------------- | ------------------------ | --------------------- |
| Nr.                   | Rytter                   | Placering             |
| 241                   | Alexander Kristoff (NOR) | 14.                   |
| 242                   | Sven Erik Bystrøm (NOR)  | 54.                   |
| 243                   | Fernando Gaviria (COL)   | 16.                   |
| 244                   | Marco Marcato (ITA)      | 73.                   |
| 245                   | Jasper Philipsen (BEL)   | 150.                  |
| 246                   | Oliviero Troia (ITA)     | 154.                  |
| 247                   | Diego Ulissi (ITA)       | 72.                   |

| Bahrain-Merida TBM | Bahrain-Merida TBM             | Bahrain-Merida TBM |
| ------------------ | ------------------------------ | ------------------ |
| Nr.                | Rytter                         | Placering          |
| 1                  | Vincenzo Nibali (ITA)          | 8.                 |
| 2                  | Sonny Colbrelli (ITA)          | 43.                |
| 3                  | Heinrich Haussler (AUS)        | 106.               |
| 4                  | Kristjan Koren (SLO)           | 107.               |
| 5                  | Matej Mohorič (SLO) (landevej) | 5.                 |
| 6                  | Marcel Sieberg (GER)           | 116.               |
| 7                  | Dylan Teuns (BEL)              | DNF                |

| AG2R La Mondiale ALM | AG2R La Mondiale ALM    | AG2R La Mondiale ALM |
| -------------------- | ----------------------- | -------------------- |
| Nr.                  | Rytter                  | Placering            |
| 11                   | Romain Bardet (FRA)     | 50.                  |
| 12                   | Julien Duval (FRA)      | 151.                 |
| 13                   | Dorian Godon (FRA)      | 92.                  |
| 14                   | Oliver Naesen (BEL)     | 2.                   |
| 15                   | Nans Peters (FRA)       | 129.                 |
| 16                   | Clément Venturini (FRA) | 24.                  |
| 17                   | Larry Warbasse (USA)    | 70.                  |

| Androni Giocattoli-Sidermec ANS | Androni Giocattoli-Sidermec ANS | Androni Giocattoli-Sidermec ANS |
| ------------------------------- | ------------------------------- | ------------------------------- |
| Nr.                             | Rytter                          | Placering                       |
| 21                              | Manuel Belletti (ITA)           | 85.                             |
| 22                              | Matteo Busato (ITA)             | 80.                             |
| 23                              | Mattia Cattaneo (ITA)           | 101.                            |
| 24                              | Marco Frapporti (ITA)           | 125.                            |
| 25                              | Francesco Gavazzi (ITA)         | 96.                             |
| 26                              | Fausto Masnada (ITA)            | 126.                            |
| 27                              | Matteo Montaguti (ITA)          | 33.                             |

| Astana AST | Astana AST              | Astana AST |
| ---------- | ----------------------- | ---------- |
| Nr.        | Rytter                  | Placering  |
| 31         | Magnus Cort (DEN)       | 15.        |
| 32         | Davide Ballerini (ITA)  | 19.        |
| 33         | Manuele Boaro (ITA)     | 97.        |
| 34         | Dario Cataldo (ITA)     | 47.        |
| 35         | Laurens De Vreese (BEL) | 60.        |
| 36         | Jevgenij Giditj (KAZ)   | 88.        |
| 37         | Jonas Gregaard (DEN)    | 98.        |

| Bardiani CSF BRD | Bardiani CSF BRD         | Bardiani CSF BRD |
| ---------------- | ------------------------ | ---------------- |
| Nr.              | Rytter                   | Placering        |
| 41               | Vincenzo Albanese (ITA)  | DNF              |
| 42               | Giovanni Carboni (ITA)   | 90.              |
| 43               | Mirco Maestri (ITA)      | 142.             |
| 44               | Umberto Orsini (ITA)     | 143.             |
| 45               | Alessandro Pessot (ITA)  | 167.             |
| 46               | Lorenzo Rota (ITA)       | DNF              |
| 47               | Alessandro Tonelli (ITA) | 158.             |

| Bora-Hansgrohe BOH | Bora-Hansgrohe BOH           | Bora-Hansgrohe BOH |
| ------------------ | ---------------------------- | ------------------ |
| Nr.                | Rytter                       | Placering          |
| 51                 | Peter Sagan (SVK) (landevej) | 4.                 |
| 52                 | Sam Bennett (IRL)            | 28.                |
| 53                 | Maciej Bodnar (POL)          | DNF                |
| 54                 | Marcus Burghardt (GER)       | 64.                |
| 55                 | Jempy Drucker (LUX)          | 30.                |
| 56                 | Oscar Gatto (ITA)            | 104.               |
| 57                 | Daniel Oss (ITA)             | 13.                |

| CCC Team CPT | CCC Team CPT                   | CCC Team CPT |
| ------------ | ------------------------------ | ------------ |
| Nr.          | Rytter                         | Placering    |
| 61           | Greg Van Avermaet (BEL)        | 42.          |
| 62           | Alessandro De Marchi (ITA)     | 58.          |
| 63           | Michael Schär (SUI)            | 111.         |
| 64           | Gijs Van Hoecke (BEL)          | 99.          |
| 65           | Nathan Van Hooydonck (BEL)     | DNF          |
| 66           | Guillaume Van Keirsbulck (BEL) | 124.         |
| 67           | Łukasz Wiśniowski (POL)        | 86.          |

| Cofidis, Solutions Crédits COF | Cofidis, Solutions Crédits COF | Cofidis, Solutions Crédits COF |
| ------------------------------ | ------------------------------ | ------------------------------ |
| Nr.                            | Rytter                         | Placering                      |
| 71                             | Christophe Laporte (FRA)       | 61.                            |
| 72                             | Nacer Bouhanni (FRA)           | 62.                            |
| 73                             | Julien Simon (FRA)             | 23.                            |
| 74                             | Cyril Lemoine (FRA)            | 75.                            |
| 75                             | Kenneth Vanbilsen (BEL)        | 155.                           |
| 76                             | Bert Van Lerberghe (BEL)       | 153.                           |
| 77                             | Zico Waeytens (BEL)            | 123.                           |

| Deceuninck-Quick Step DQT | Deceuninck-Quick Step DQT      | Deceuninck-Quick Step DQT |
| ------------------------- | ------------------------------ | ------------------------- |
| Nr.                       | Rytter                         | Placering                 |
| 81                        | Julian Alaphilippe (FRA)       | 1.                        |
| 82                        | Tim Declercq (BEL)             | 152.                      |
| 83                        | Philippe Gilbert (BEL)         | 68.                       |
| 84                        | Yves Lampaert (BEL) (landevej) | 66.                       |
| 85                        | Maximiliano Richeze (ARG)      | 102.                      |
| 86                        | Zdeněk Štybar (CZE)            | 67.                       |
| 87                        | Elia Viviani (ITA) (landevej)  | 65.                       |

| Direct Énergie TDE | Direct Énergie TDE      | Direct Énergie TDE |
| ------------------ | ----------------------- | ------------------ |
| Nr.                | Rytter                  | Placering          |
| 91                 | Niki Terpstra (NED)     | 56.                |
| 92                 | Niccolò Bonifazio (ITA) | 131.               |
| 93                 | Lilian Calmejane (FRA)  | 38.                |
| 94                 | Jérôme Cousin (FRA)     | 130.               |
| 95                 | Fabien Grellier (FRA)   | 159.               |
| 96                 | Paul Ourselin (FRA)     | 156.               |
| 97                 | Anthony Turgis (FRA)    | 41.                |

| EF Education First EF1 | EF Education First EF1    | EF Education First EF1 |
| ---------------------- | ------------------------- | ---------------------- |
| Nr.                    | Rytter                    | Placering              |
| 101                    | Simon Clarke (AUS)        | 9.                     |
| 102                    | Julius van den Berg (NED) | 118.                   |
| 103                    | Alberto Bettiol (ITA)     | 36.                    |
| 104                    | Lawson Craddock (USA)     | 44.                    |
| 105                    | Sebastian Langeveld (NED) | 105.                   |
| 106                    | Daniel McLay (GBR)        | 160.                   |
| 107                    | Sacha Modolo (ITA)        | 81.                    |

| Groupama-FDJ GFC | Groupama-FDJ GFC              | Groupama-FDJ GFC |
| ---------------- | ----------------------------- | ---------------- |
| Nr.              | Rytter                        | Placering        |
| 111              | Arnaud Démare (FRA)           | 32.              |
| 112              | Jacopo Guarnieri (ITA)        | 55.              |
| 113              | Ignatas Konovalovas (LTU)     | 122.             |
| 114              | Stefan Küng (SUI)             | 59.              |
| 115              | Matthieu Ladagnous (FRA)      | 121.             |
| 116              | Olivier Le Gac (FRA)          | 148.             |
| 117              | Anthony Roux (FRA) (landevej) | 89.              |

| Israel Cycling Academy ICA | Israel Cycling Academy ICA       | Israel Cycling Academy ICA |
| -------------------------- | -------------------------------- | -------------------------- |
| Nr.                        | Rytter                           | Placering                  |
| 121                        | Krists Neilands (LAT) (landevej) | 35.                        |
| 122                        | Matthias Brändle (AUT)           | 133.                       |
| 123                        | Davide Cimolai (ITA)             | 22.                        |
| 124                        | Conor Dunne (IRL) (landevej)     | 135.                       |
| 125                        | Guy Sagiv (ISR)                  | 136.                       |
| 126                        | Kristian Sbaragli (ITA)          | 69.                        |
| 127                        | Tom Van Asbroeck (BEL)           | 71.                        |

| Lotto-Soudal LTS | Lotto-Soudal LTS         | Lotto-Soudal LTS |
| ---------------- | ------------------------ | ---------------- |
| Nr.              | Rytter                   | Placering        |
| 131              | Caleb Ewan (AUS)         | 29.              |
| 132              | Adam Hansen (AUS)        | 168.             |
| 133              | Jens Keukeleire (BEL)    | 53.              |
| 134              | Roger Kluge (GER)        | 117.             |
| 135              | Nikolas Maes (BEL)       | 108.             |
| 136              | Tomasz Marczyński (POL)  | 94.              |
| 137              | Tosh Van der Sande (BEL) | 100.             |

| Mitchelton-Scott MTS | Mitchelton-Scott MTS            | Mitchelton-Scott MTS |
| -------------------- | ------------------------------- | -------------------- |
| Nr.                  | Rytter                          | Placering            |
| 141                  | Matteo Trentin (ITA) (landevej) | 10.                  |
| 142                  | Edoardo Affini (ITA)            | 164.                 |
| 143                  | Michael Hepburn (AUS)           | 166.                 |
| 144                  | Daryl Impey (RSA)               | 119.                 |
| 145                  | Christopher Juul-Jensen (DEN)   | 113.                 |
| 146                  | Luka Mezgec (SLO)               | 25.                  |
| 147                  | Robert Stannard (AUS)           | 120.                 |

| Movistar Team MOV | Movistar Team MOV                   | Movistar Team MOV |
| ----------------- | ----------------------------------- | ----------------- |
| Nr.               | Rytter                              | Placering         |
| 151               | Alejandro Valverde (ESP) (landevej) | 7.                |
| 152               | Carlos Barbero (ESP)                | 63.               |
| 153               | Daniele Bennati (ITA)               | 144.              |
| 154               | Carlos Betancur (COL)               | 91.               |
| 155               | Mikel Landa (ESP)                   | 147.              |
| 156               | Lluís Mas (ESP)                     | 93.               |
| 157               | Jürgen Roelandts (BEL)              | 149.              |

| Neri Sottoli-Selle Italia-KTM NSK | Neri Sottoli-Selle Italia-KTM NSK | Neri Sottoli-Selle Italia-KTM NSK |
| --------------------------------- | --------------------------------- | --------------------------------- |
| Nr.                               | Rytter                            | Placering                         |
| 161                               | Giovanni Visconti (ITA)           | 162.                              |
| 162                               | Liam Bertazzo (ITA)               | DNF                               |
| 163                               | Umberto Marengo (ITA)             | 77.                               |
| 164                               | Luca Pacioni (ITA)                | 127.                              |
| 165                               | Luca Raggio (ITA)                 | 163.                              |
| 166                               | Sebastian Schönberger (AUT)       | 137.                              |
| 167                               | Simone Velasco (ITA)              | 31.                               |

| Dimension Data TDD | Dimension Data TDD                | Dimension Data TDD |
| ------------------ | --------------------------------- | ------------------ |
| Nr.                | Rytter                            | Placering          |
| 171                | Roman Kreuziger (CZE)             | 40.                |
| 172                | Steve Cummings (GBR)              | 57.                |
| 173                | Bernhard Eisel (AUT)              | 128.               |
| 174                | Enrico Gasparotto (ITA)           | 49.                |
| 175                | Reinardt Janse van Rensburg (RSA) | 26.                |
| 176                | Giacomo Nizzolo (ITA)             | 20.                |
| 177                | Tom-Jelte Slagter (NED)           | 51.                |

| Team Jumbo-Visma TJV | Team Jumbo-Visma TJV        | Team Jumbo-Visma TJV |
| -------------------- | --------------------------- | -------------------- |
| Nr.                  | Rytter                      | Placering            |
| 181                  | Dylan Groenewegen (NED)     | 78.                  |
| 182                  | Amund Grøndahl Jansen (NOR) | 21.                  |
| 183                  | Taco van der Hoorn (NED)    | 87.                  |
| 184                  | Mike Teunissen (NED)        | 18.                  |
| 185                  | Wout van Aert (BEL)         | 6.                   |
| 186                  | Jos van Emden (NED)         | 39.                  |
| 187                  | Danny van Poppel (NED)      | 95.                  |

| Katusha-Alpecin TKA | Katusha-Alpecin TKA        | Katusha-Alpecin TKA |
| ------------------- | -------------------------- | ------------------- |
| Nr.                 | Rytter                     | Placering           |
| 191                 | Enrico Battaglin (ITA)     | 37.                 |
| 192                 | José Gonçalves (POR)       | 76.                 |
| 193                 | Marco Haller (AUT)         | 17.                 |
| 194                 | Reto Hollenstein (SUI)     | 109.                |
| 195                 | Vjatjeslav Kuznetsov (RUS) | 74.                 |
| 196                 | Nils Politt (GER)          | 27.                 |
| 197                 | Mads Würtz Schmidt (DEN)   | 132.                |

| Team Novo Nordisk TNN | Team Novo Nordisk TNN | Team Novo Nordisk TNN |
| --------------------- | --------------------- | --------------------- |
| Nr.                   | Rytter                | Placering             |
| 201                   | Sam Brand (GBR)       | 157.                  |
| 202                   | Joonas Henttala (FIN) | 139.                  |
| 203                   | Péter Kusztor (HUN)   | 141.                  |
| 204                   | David Lozano (ESP)    | 138.                  |
| 205                   | Andrea Peron (ITA)    | 161.                  |
| 206                   | Charles Planet (FRA)  | 140.                  |
| 207                   | Umberto Poli (ITA)    | 165.                  |

| Team Sky SKY | Team Sky SKY                        | Team Sky SKY |
| ------------ | ----------------------------------- | ------------ |
| Nr.          | Rytter                              | Placering    |
| 211          | Michał Kwiatkowski (POL) (landevej) | 3.           |
| 212          | Owain Doull (GBR)                   | 115.         |
| 213          | Filippo Ganna (ITA)                 | 114.         |
| 214          | Tao Geoghegan Hart (GBR)            | 45.          |
| 215          | Michał Gołaś (POL)                  | 145.         |
| 216          | Salvatore Puccio (ITA)              | 112.         |
| 217          | Luke Rowe (GBR)                     | 103.         |

| Team Sunweb SUN | Team Sunweb SUN            | Team Sunweb SUN |
| --------------- | -------------------------- | --------------- |
| Nr.             | Rytter                     | Placering       |
| 221             | Michael Matthews (AUS)     | 12.             |
| 222             | Roy Curvers (NED)          | 134.            |
| 223             | Tom Dumoulin (NED)         | 11.             |
| 224             | Marc Hirschi (SUI)         | 48.             |
| 225             | Søren Kragh Andersen (DEN) | 52.             |
| 226             | Nicolas Roche (IRL)        | 46.             |
| 227             | Casper Pedersen (DEN)      | DNF             |

| Trek-Segafredo TFS | Trek-Segafredo TFS       | Trek-Segafredo TFS |
| ------------------ | ------------------------ | ------------------ |
| Nr.                | Rytter                   | Placering          |
| 231                | Edward Theuns (BEL)      | 82.                |
| 232                | Gianluca Brambilla (ITA) | 34.                |
| 233                | Koen de Kort (NED)       | 110.               |
| 234                | Markel Irízar (ESP)      | 146.               |
| 235                | Toms Skujiņš (LAT)       | 83.                |
| 236                | Jasper Stuyven (BEL)     | 79.                |
| 237                | John Degenkolb (GER)     | 84.                |

| UAE Team Emirates UAD | UAE Team Emirates UAD    | UAE Team Emirates UAD |
| --------------------- | ------------------------ | --------------------- |
| Nr.                   | Rytter                   | Placering             |
| 241                   | Alexander Kristoff (NOR) | 14.                   |
| 242                   | Sven Erik Bystrøm (NOR)  | 54.                   |
| 243                   | Fernando Gaviria (COL)   | 16.                   |
| 244                   | Marco Marcato (ITA)      | 73.                   |
| 245                   | Jasper Philipsen (BEL)   | 150.                  |
| 246                   | Oliviero Troia (ITA)     | 154.                  |
| 247                   | Diego Ulissi (ITA)       | 72.                   |